# فرار شبانه از خانه
فرار شبانه از خانه (انگلیسی: Shoot the Moon) فیلم درام آمریکایی محصول سال ۱۹۸۲، به نویسندگی بو گولدمن است که کارگردانی آن را آلن پارکر بر عهده داشته‌است. بازیگران اصلی فیلم آلبرت فینی، دایان کیتن، کارن آلن، پیتر ولر و دینا هیل هی باشند. ماجرای فیلم در مارین کانتی، کالیفرنیا اتفاق می‌افتد، فیلم داستان جرج (با نقش آفرینی آلبرت فینی) و فیت (با نقش آفرینی دایان کیتن) است که به خاطر وخامت روابط بین این دو نفر و رابطهٔ عاشقانه جرج با زنی مطلقه، زندگی فرزندان و خودشان در حال تباه شدن است.